# Mindenszentek-templom (Kajántó)
A kajántói Mindenszentek-templom műemlékké nyilvánított épület Romániában, Kolozs megyében. A romániai műemlékek jegyzékében a CJ-II-m-B-07565 sorszámon szerepel.

## Leírása
Hajója román, 15. századi körkoronggal záródó szentélye gótikus stílusú. Figyelemre méltó a déli falon a háromosztatú, csúcsíves ülőfülke, amelyet szárnyas oroszlán díszít.